# Cariprazin
Cariprazin ist ein antipsychotischer Wirkstoff aus der Gruppe der atypischen Neuroleptika zur Behandlung von Schizophrenie bei Erwachsenen.
Der Wirkstoff fungiert als D3 selektiver D2/D3-Rezeptor-Partialagonist und unterscheidet sich damit von allen anderen Antipsychotika.
In der EU empfahl die europäische Arzneimittelagentur (EMA) im Juli 2017 die Zulassung der Substanz in Form von Hartkapseln. Die Markteinführung in Deutschland erfolgte im April 2018. Im Oktober 2019 erhielt Cariprazin als erstes Antipsychotikum den Galenus-von-Pergamon-Preis in der Kategorie „Specialist Care“. Diesem vorausgegangen war die erstmalige Empfehlung eines Zusatznutzens für ein Antipsychotikum durch das Institut für Qualität und Wirtschaftlichkeit im Gesundheitswesen (IQWiG) an den Gemeinsamen Bundesausschuss (G-BA). Dieser attestierte über die Empfehlung des IQWIG hinaus einen Zusatznutzen gegenüber der Studien-Vergleichsmedikation (Risperidon) bei der Langzeitbehandlung von Patienten mit überwiegender Negativsymptomatik der Schizophrenie.
Entwickelt wurde Cariprazin als RGH-188 von dem ungarischen Pharmaunternehmen Gedeon Richter mit Sitz in Budapest, vertrieben wird der Wirkstoff in Deutschland von der Firma Recordati Pharma GmbH, Ulm.

## Klinische Angaben

### Anwendungsgebiete
Cariprazin wird zur Behandlung von Schizophrenie bei erwachsenen Patienten angewendet.

### Wirksamkeit
Das Rezeptorbindungsprofil von Cariprazin wirkt sich über gute antipsychotische Effekte hinaus auch günstig auf die Behandlung von schizophreniebedingter Negativsymptomatik sowie das Nebenwirkungsprofil aus.
Das Studienprogramm wies die Wirksamkeit in der Akutphase (6 Wochen), in der Langzeittherapie (72 Wochen) sowie bei Patienten mit einer prädominanten Negativsymptomatik nach. Das Nebenwirkungs- und Verträglichkeitsprofil kann aufgrund aller Studien als günstig eingestuft werden.

### Unerwünschte Wirkungen
Im Hinblick auf die kardiovaskulären, metabolischen und sedativen Nebenwirkungen sowie die Hyperprolaktinämie verhält sich Cariprazin unauffällig. Zu den häufigsten, möglichen unerwünschten Wirkungen zählen die extrapyramidalen Störungen wie Akathisie und Parkinsonismus, wobei diese Nebenwirkungen meist leicht bis mittelschwer ausgeprägt sind. Häufige Nebenwirkungen sind zudem unter anderem Gewichtszunahme, Appetitsteigerung, Schlafstörungen, Schwindel, verschwommenes Sehen, Bewegungsstörungen, Erbrechen, Verstopfung sowie Hypertonie und Herzrasen. Bei der Häufigkeit der schweren Nebenwirkungen zeigte sich im Vergleich zu Risperidon kein Unterschied.

### Studien
Insgesamt zeigen die Daten aus fünf klinischen Wirksamkeitsstudien, dass Cariprazin ein breites Spektrum an Schizophreniesymptomen (Positiv- und Negativsymptome) in allen Stadien der Krankheit verbessert und ein ähnliches Sicherheitsprofil wie andere zugelassene Antipsychotika aufweist. Gleichwohl ist Cariprazin herausragend in der Behandlung prädominanter Negativsymptome bei Schizophrenie.
- Anhand der Daten aus drei doppelblinden Kurzzeitstudien wurde die Wirksamkeit von Cariprazin zur Behandlung akuter Exazerbationen der Positiv- und Negativsymptomatik bei Schizophrenie bestätigt. Der PANSS-Wert (Positive and Negative Syndrome Scale, maximal 210 Punkte), besserte sich unter Cariprazin um bis zu 25,9 Punkte. Diese Verbesserung war im Vergleich zum Placeboarm (Besserung um bis zu 16,0) statistisch auch signifikant. Damit kann die Wirksamkeit in der Akuttherapie als vergleichbar zu anderen Atypika eingestuft werden.[8][9][10]

- Eine Studie zur Aufrechterhaltung der Wirkung wies die langfristige Wirksamkeit von Cariprazin bei Schizophrenie nach. Bis zum Ende der Studie nach 72 Wochen kam es unter Cariprazin bei 21,6 Prozent der Patienten zu einem Rezidiv, unter Placebo dagegen bei 49 Prozent (statistisch signifikanter Unterschied).[11]

- Eine Studie an einer speziellen Patienten-Subpopulation mit prädominanter Negativsymptomatik bei Schizophrenie zeigte eine im Vergleich zu Risperidon statistisch signifikant bessere Wirksamkeit. Erstmals wurden hiermit in einem direkten Vergleich zwei Atypika miteinander verglichen.[12] Diese Studie war die Basis, dass der Gemeinsame Bundesausschuss (G-BA) einen Zusatznutzen für Cariprazin attestierte.

## Pharmakologische Eigenschaften

### Wirkmechanismus
Der Wirkmechanismus von Cariprazin ist derzeit noch nicht vollständig bekannt. Der therapeutische Effekt von Cariprazin wird möglicherweise über eine Kombination aus einer partialagonistischen Aktivität an den Dopamin-D3-, Dopamin-D2- und Serotonin-5-HT1A-Rezeptoren sowie einer antagonistischen Aktivität an den Serotonin-5-HT2B-, 5-HT2A- und Histamin-H1-Rezeptoren vermittelt.
Cariprazin weist darüber hinaus eine niedrige Affinität zu den Serotonin-5-HT2C-Rezeptoren und den α1-Adrenorezeptoren auf und besitzt keine nennenswerte Affinität zu cholinergen Muskarinrezeptoren (IC50 > 1.000 nM). Die beiden aktiven Hauptmetaboliten, Desmethylcariprazin und Didesmethylcariprazin, besitzen in vitro ein ähnliches Rezeptorbindungs- und funktionelles Aktivitätsprofil wie die Muttersubstanz.

### Pharmakodynamische Wirkungen
In vitro weist Cariprazin eine partialagonistische Aktivität auf und besitzt sowohl eine hohe Affinität zu den D3- als auch zu den D2-Rezeptoren. Präklinische In-vivo-Studien haben gezeigt, dass Cariprazin in pharmakologisch wirksamen Dosen D3-Rezeptoren in ähnlichem Maße wie D2-Rezeptoren besetzt.
Bei an Schizophrenie Erkrankten, die 15 Tage lang Cariprazin innerhalb des therapeutischen Dosisbereichs einnahmen, zeigte Cariprazin eine dosisabhängige Besetzung von D3- und D2-Rezeptoren im Gehirn (mit bevorzugter Besetzung in Regionen mit höherer D3-Expression).

### Aufnahme und Verteilung im Körper
Die absolute Bioverfügbarkeit von Cariprazin ist bislang nicht bekannt. Der Wirkstoff wird nach oraler Gabe gut resorbiert. Nach Gabe mehrerer Dosen sind die Spitzenplasmaspiegel von Cariprazin und den aktiven Hauptmetaboliten im Allgemeinen 3–8 Stunden nach Einnahme der Dosis erreicht.
Die Gabe einer Einzeldosis Cariprazin 1,5 mg zusammen mit einer fettreichen Mahlzeit (900–1.000 kcal) hatte keine relevanten Auswirkungen auf die Cmax oder die Fläche unter der Kurve (AUC) von Cariprazin (postprandiale Zunahme der AUC 0–∞ um 12 % und Abnahme der Cmax um < 5 %, jeweils im Vergleich zum Nüchternzustand). Die Auswirkungen einer Mahlzeit auf die Exposition gegenüber den Metaboliten Desmethylcariprazin (DCAR) und Didesmethylcariprazin (DDCAR) waren ebenfalls minimal. Cariprazin kann mit oder ohne eine Mahlzeit eingenommen werden.

## Handelsnamen
- Reagila (EU), Vraylar (USA)